# Kevin Agudelo
Kevin Andrés Agudelo Ardila (ur. 14 listopada 1998 w Puerto Caicedo) – kolumbijski piłkarz występujący na pozycji ofensywnego pomocnika w emirackim klubie Al Wahda. Wychowanek Bogotá FC, w trakcie swojej kariery grał także w takich zespołach, jak Atlético Huila, Genoa oraz Fiorentina.